# Cyanotis cerifolia
Cyanotis cerifolia är en himmelsblomsväxtart som beskrevs av Rolla Seshagiri Rao och R.V. Kammathy. Cyanotis cerifolia ingår i släktet Cyanotis och familjen himmelsblomsväxter. Inga underarter finns listade.

## Bildgalleri

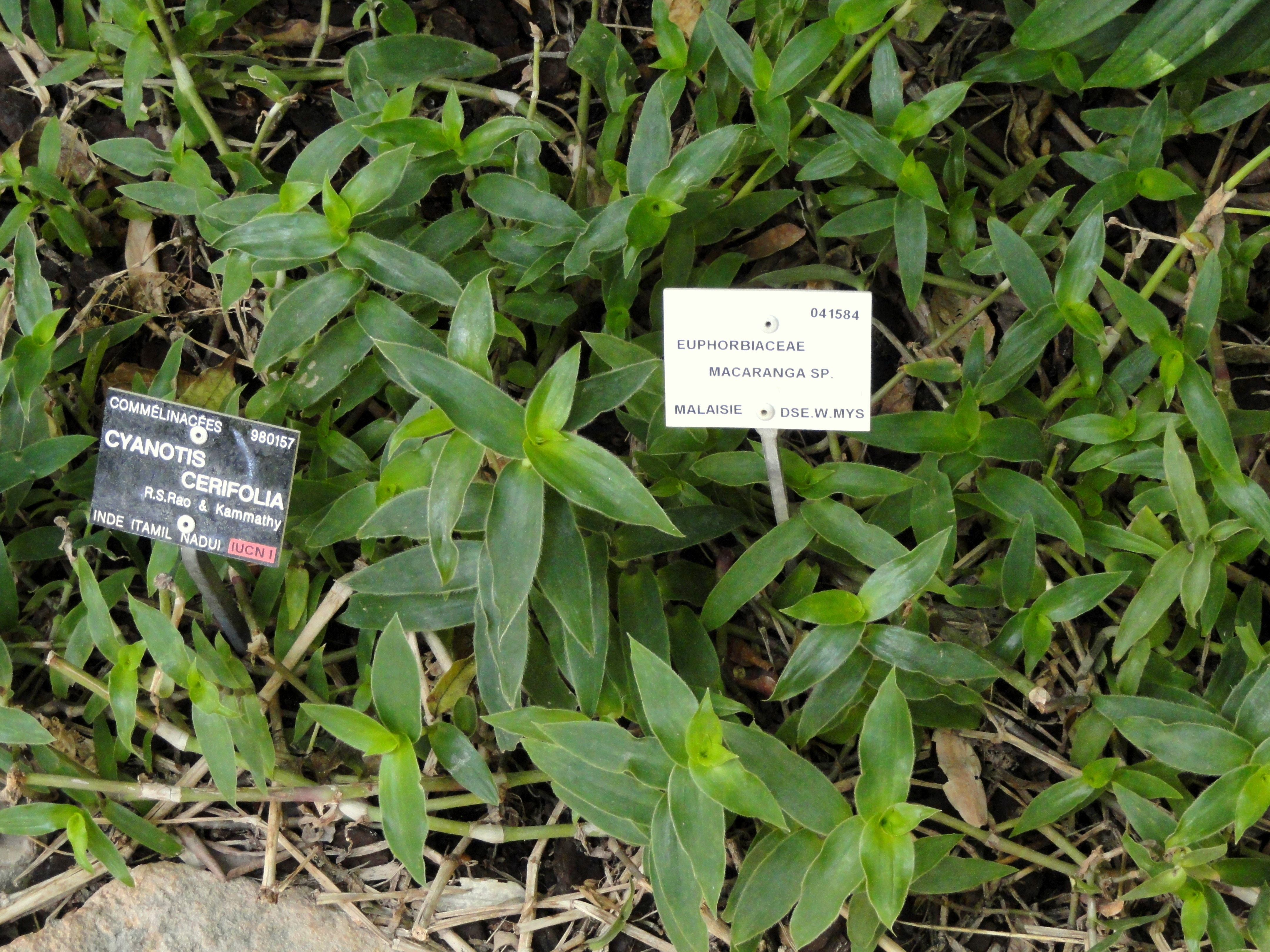